# Михайлов, Владимир Владимирович
Владимир Владимирович Миха́йлов (1902—1980) — советский металлург. Лауреат Сталинской премии.

## Биография
Родился 20 сентября (3 октября) 1902 года в Глазове (ныне Удмуртия).
Окончил УПИ (1924). В 1924—1958 годах работал там же: ассистент, доцент, заведующий лабораторией, профессор, заведующий кафедрой «Металлургия чугуна» (1932—1950).
- 1929—1940 заведующий лабораторией доменного производства Уральского института металлов.
- 1938—1950 заведующий лабораторией металлургических процессов, в 1950—1954 директор Института химии и металлургии УФАН СССР.
- 1958—1963 заместитель директора Химико-металлургического института АН КазССР
- 1963—1964 директор Казахстанского филиала ЦНИИчермета
- 1964—1976 профессор-консультант КФ ЦНИИчермета и Химико-металлургического института АН КазССР
- 1976—1978 профессор-консультант Института металлургии ЦУНЦ АН СССР (Свердловск).

Доктор технических наук (1946), профессор (1947). Академик АН КазССР (1958).
Разработал технологию выплавки специальных сплавов (доменный феррохром), получивших применение в оборонной промышленности.
Предложил использование плазмы для интенсификации работы доменной печи и существенного снижения расхода кокса при выплавке чугуна.
Умер 12 сентября 1980 года в Свердловске. Похоронен на Широкореченском кладбище.

## Награды и премии
- Сталинская премия II степени (10 апреля 1942) — за разработку и внедрение в производство технологического процесса выплавки углеродистого феррохрома в доменных печах
- орден Ленина (1953)
- орден Трудового Красного Знамени (10 июня 1945)
- медали

## Сочинения
- Изучение восстановимости окислов титана в связи с доменной плавкой высокотитанистых шихт. — Уральская металлургия, 1939.
- Качканарское месторождение титаномагниевых руд. — Москва, 1955.